# Agenzia salvagente
Agenzia salvagente (Mixed Nuts) è un film del 1994 di Nora Ephron.
È una commedia a tema natalizio, con risvolti comici e grotteschi. Si tratta del rifacimento della pellicola francese Le père Noël est une ordure di Jean-Marie Poiré del 1982.

## Trama
Philip, un uomo idealista e buono, dirige, presso la spiaggia di Venice in California, l'Agenzia Salvagente, una specie di telefono amico per aiutare individui dal cuore infranto o aspiranti al suicidio. Con lui collaborano Catherine O'Shaughnessey, che è innamorata del capo e Blanche Munchnik, una vedova tutta frustrazioni e pulsioni inconfessate. È la vigilia di Natale, e ogni cosa sembra andare male: Philip ha avuto lo sfratto dal proprietario Stanley Tannenbaum e gli mancano i soldi per i tre mesi di affitto arretrato; Blanche si è dimessa e Catherine è in lacrime, mentre continuano le telefonate di anonimi in crisi. Il terzetto ha comunque amici vecchi e nuovi: la giovane Gracie Barzini, incinta e titolare di un negozietto di abiti usati; Felix, il suo compagno, aspirante ma sfortunato pittore di "murales"; il condomino Lobel, sempre in giro con i suoi tre cani; Kinsky il veterinario; Louie, suonatore di ukulele; Chris, una donna trans in cerca di conforto. Tutti un po' scombinati e senza dubbio poco felici alla vigilia di Natale. Da qui una serie di fattarelli strampalati, di equivoci, di regalucci che non vanno tutti per il verso giusto e di solitudini certi. Per un malaugurato incidente, un uomo presentatosi alla porta dell'Agenzia, finisce ucciso da un colpo di rivoltella impugnata sventatamente da Gracie. Il cadavere, occultato da rami di abete, finisce a far da tronco per l'albero di Natale. Nella folle notte molte cose troveranno una soluzione positiva.